# Jonathan Viera
Jonathan Viera Ramos (Las Palmas, 21 d'octubre de 1989) és un futbolista professional canari que juga com a migcampista a la UD Las Palmas. Ha estat internacional amb la selecció espanyola.

## Carrera de club

### Las Palmas

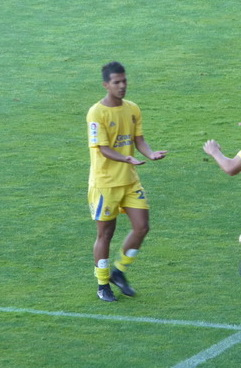
Viera jugant per la UD Las Palmas el 2011

Viera es va formar a la UD Las Palmas, on es va guanyar el renom de Romário. Va debutar com a sènior amb la UD Las Palmas Atlético, tot jugant deu partits de segona divisió B la temporada 2008–09, en la qual l'equip va descendir; el 18 de febrer de 2010, va renovar contracte fins al juny de 2013.
Viera fou promocionat definitivament al primer equip per la temporada 2010–11, en què l'equip era a segona divisió. Va acabar la campanya havent disputat 31 partits (26 com a titular) i amb sis gols, inclòs un hat-trick en una victòria a fora per 5–3 contra el FC Barcelona B el 15 de maig de 2011, que certificava la permanència de l'equip.
El gener de 2012, enmig de rumors de traspàs – Las Palmas ho tenia tot acordat amb el Granada CF però finalment l'acord es va trencar – Viera va assegurar que es volia quedar fins al final de la temporada 2011-12. Va acabar la temporada com a segon màxim golejador de l'equip, amb nou gols, per sota d'un altre jove, Vitolo, per un gol.

### València
El 6 de maig de 2012, un mes abans que acabés la temporada al Las Palmas, Viera va signar amb el València CF de primera divisió un contracte per cinc anys, i 2.5 milions d'euros. Va debutar oficialment contra el FC Barcelona, jugant 13 minuts en una derrota per 0–1 a fora.
Viera va marcar el seu primer gol a primera divisió el 29 de setembre de 2012, el que tancava el marcador en una victòria a casa per 2–0 contra el Reial Saragossa. El 30 d'agost de l'any següent, fou cedit al Rayo Vallecano per una temporada, sense opció a compra.

### Standard Liège
L'1 de setembre de 2014, Viera es va desvincular dels valencianistes, i va fitxar immediatament per l'Standard Liège belga. Allà, però, només va jugar en set partits, i hi va marcar en un partit de la fase de grups de la Lliga Europa que acabà en derrota per 1–2 contra el Feyenoord.

### Retorn a Las Palmas
El 14 de gener de 2015, Viera fou cedit al Las Palmas fins al juny. Va contribuir amb set gols en 21 partits a que l'equip retornés a primera després de 13 anys d'absència.
El 14 de juliol de 2015, Viera va signar contracte per tres anys amb el Las Palmas per 900.000 euros.

## Internacional
Viera va jugar un partit amb la selecció espanyola sub-21, entrant als darrers minuts en un amistós empatat contra la selecció sub-21 de Belarús a Alcalá de Henares.
El 9 d'octubre de 2017, quan Espanya ja s'havia classificat com a campiona pel Mundial 2018, l'entrenador Julen Lopetegui el va fer debutar amb la selecció absoluta, i va jugar tot el partit en una victòria per 1–0 a fora contra Israel.